# Parti populaire libéral (Allemagne)
Pour les articles homonymes, voir Parti populaire libéral et FVP.
Le Parti populaire libéral (Freie Volkspartei, FVP) était un parti politique ouest-allemand issu d’une scission du Parti libéral-démocrate (FDP) en 1956.
Le 23 février 1956, le groupe du FDP au Bundestag décida à la majorité de quitter la coalition gouvernementale dirigée par Konrad Adenauer. L’« aile ministérielle » (Ministerflügel) ou « groupe Euler » (Euler-Gruppe), comprenant seize membres du groupe parlementaire réunis autour d’August-Martin Euler, et notamment quatre ministres du cabinet Adenauer II (Franz Blücher, Fritz Neumayer, Victor-Emanuel Preusker et Hermann Schäfer), quitta en réaction le FDP et fonda le FVP. Le nouveau parti resta dans la coalition.
Au début de l’année 1957, le parti fusionna avec le Parti allemand (DP).
Le FVP est ainsi le seul parti dans l’histoire de la République fédérale à avoir eu des ministres sans avoir participé à une élection du Bundestag.

## Source
- (de) Cet article est partiellement ou en totalité issu de l’article de Wikipédia en allemand intitulé « Freie Volkspartei » (voir la liste des auteurs).